# Offensive rebelle de 2024 en Syrie
- Territoire contrôlé par le gouvernement syrien et ses alliés
- Territoire contrôlé par Hayat Tahrir al-Cham, l'Armée nationale syrienne et leurs alliés
- Territoire contrôlé par les Forces démocratiques syriennes

Guerre civile syrienne
Batailles
L'offensive rebelle de 2024 en Syrie est une offensive militaire victorieuse lancée le 27 novembre 2024, au cours de la guerre civile syrienne. Menée principalement par une coalition de groupes de l'opposition syrienne, appelée commandement des opérations militaires et dominée par Hayat Tahrir al-Cham (HTC), ainsi que par l'armée nationale syrienne (ANS), contre les forces gouvernementales de l'armée arabe syrienne, elle est nommée opération Dissuasion de l'agression par la première.
Elle est lancée en réponse aux bombardements accrus de la campagne à l'ouest d'Alep par l'armée syrienne. C'est la première fois que les forces de l'opposition mènent une attaque à grande échelle depuis le cessez-le-feu d'Idleb, en mars 2020, qui avait suivi l'offensive de Maarat al-Nouman et Saraqeb.
En quelques jours, l'offensive, lancée au nord-ouest, puis élargie au sud, provoque l'effondrement du gouvernement syrien dans une grande partie du pays. L'armée syrienne est chassée d'Alep le 30 novembre, puis de Hama le 5 décembre, de Deir ez-Zor, Soueïda, Deraa, Qouneitra et Hassaké le 6, et de Homs le 8. Le 8 décembre au matin, après treize ans de guerre civile, Damas tombe, ne laissant que l'arrière-pays alaouite encore fidèle au régime, celui-ci est conquis dans la journée.

## Contexte
Depuis le cessez-le-feu instauré à Idlib en mars 2020 à la suite de l'offensive de Maarat al-Nouman et Saraqeb, les affrontements de grande envergure entre les forces de l'opposition et celles du régime dans le nord-ouest de la Syrie ont cessé. Toutefois, à partir de mai 2022, des infiltrations sporadiques et des attaques ciblées se multiplient.
Le 5 février 2020, alors que l'armée syrienne se rapproche dangereusement de son bastion d'Idlib, le chef de Hayat Tahrir al-Cham, Abou Mohammed al-Joulani, déclare : « Même s'il nous reste un centimètre de terre et une respiration, Il [Allah] nous accordera la victoire et nous entrerons à Damas ».
Le 27 mai 2023, Hayat Tahrir al-Cham organise un « Rassemblement révolutionnaire pour le peuple d'Alep », destiné à crédibiliser ses capacités militaires et administratives auprès du reste de l'opposition syrienne,. Durant cette conférence, le chef de Hayat Tahrir al-Cham, Abou Mohammed al-Joulani, déclare : « La préparation militaire a atteint son apogée […] Jusqu'à présent, la révolution syrienne […] n'avait jamais atteint ce qu'elle a atteint aujourd'hui. Et il ne nous reste pas grand-chose, par la permission d'Allah le Très-Haut, avant que nous atteignions Alep. Je vous vois assis à Alep comme je vous vois devant moi maintenant, par la permission d'Allah le Très-Haut ».
En octobre 2024, une mobilisation d'envergure est observée dans les campagnes de l'ouest du gouvernorat d'Alep, impliquant à la fois Hayat Tahrir al-Cham et les forces gouvernementales. HTC semble avoir intensifié ses préparatifs en vue d'une offensive majeure contre les positions du régime dans la ville d'Alep. Par ailleurs, le 26 novembre 2024, les forces gouvernementales mènent une attaque sur la ville d'Ariha, contrôlée par l'opposition, tuant ou blessant 16 personnes. L'objectif de l'offensive affiché par les rebelles est de mettre fin aux bombardements sur les civils d'Idlib, en détruisant des pièces d'artillerie et en attaquant des bases iraniennes et syriennes. Le 27 novembre 2024, un accord de cessez-le-feu conclu entre Israël et le Hezbollah après plus de deux mois de guerre, mais ce dernier, allié clé du régime Assad, est extrêmement affaibli. La rébellion syrienne y voit une fenêtre d'opportunité pour lancer une offensive préparée de longue date.

## Prélude
Selon le chercheur Cagatay Cebe, cette offensive était panifiée depuis plus de quatre ans, lorsqu'une offensive du régime sur Maarat al-Nouman et Saraqeb inflige un revers cuisant à la rébellion, même si l'armée syrienne échoue à s'emparer d'Idlib. Coupée du monde extérieur et craignant pour sa survie, la rébellion commence à renforcer ses capacités miliaires et entame peu à peu un processus de restructuration, passant notamment par le recrutement de combattants étrangers incorporés au commandement militaire. Cette restructuration stratégique s'inspire d'observations et d'analyses inspirées d'autres théâtres de guerre à l'étranger comme la seconde guerre du Haut-Karabagh en 2020 et l'invasion russe de l'Ukraine depuis 2022. L'Ukraine, adversaire de la Russie comme la rébellion syrienne, envoie à Idlib des conseillers et des ingénieurs pour partager leur expérience de la guerre et aider à la construction d'usines de drones. Enfin, le groupe HTC réussit à faire la paix avec les groupes rebelles syriens rivaux et à les associer à son projet d'offensive.
Quelques mois avant leur offensive, les rebelles syriens lancent une cyberattaque visant des officiers syriens, utilisant une technique de hameçonnage pour obtenir des informations confidentielles, à l'aide de messages frauduleux leur proposant des aides financières. Les données fournies par les soldats du régimes dupés permettent aux rebelles d'accéder notamment à leurs messages, leurs appels, et leurs coordonnées géographiques. Une carte interactive de leurs positions et de leurs mouvements est conçue. Des renseignements complémentaires sont obtenus par la rébellion en versant des pots de vin à des officiers sous-payés.

## Déroulement

### Offensive sur Alep

Évolution de la situtation à Alep et ses environs entre le 27 et le 30 novembre 2024 :
Territoire contrôlé par le gouvernement syrien et ses alliés
Territoire contrôlé par Hayat Tahrir al-Cham, l'Armée nationale syrienne et leurs alliés
Territoire contrôlé par les Forces démocratiques syriennes

Le 27 novembre 2024, le commandement des opérations militaires, qui rassemble Hayat Tahrir al-Cham et le Front national de libération, annonce le lancement d'une offensive baptisée Dissuasion de l'agression contre les forces progouvernementales dans l'ouest du gouvernorat d'Alep,. Cette offensive mobilise près de 50 000 hommes. L'armée turque est également présente dans la région d'Idleb, mais le président Recep Tayyip Erdoğan laisse les rebelles passer à l'offensive en raison de l'échec de ses tentatives de rapprochement avec Bachar el-Assad,.
Au cours de la première journée, après un assaut combinant appuyé par des frappes d'artillerie précises et des cyberattaques perturbant la capacité de réaction du régime, sa principale ligne de défense s'effondre. Les rebelles prennent le contrôle d'une dizaine de villages — dont Shaikh Ali, Al-Muhandisin, Bsartun, Jobas et Kafr Battikh — ainsi que la base du régiment 46,, auparavant tenue par les miliciens palestiniens du Liwa al-Quds et les Iraniens du Corps des gardiens de la révolution islamique. Les forces rebelles arrivent ainsi à une dizaine de kilomètres d'Alep. L'aéroport de Neirab, à l'est d'Alep, est également touché par une attaque de drones-suicides. De leurs côtés, les avions du régime syrien et les avions russes mènent plusieurs raids dans la zone,. Des bombes barils sont larguées par des hélicoptères sur Kafr Battikh pour la première fois depuis 2020.
Le 28 novembre, les rebelles poursuivent leur progression, notamment avec la prise du village de Zerba et de la ville de Khan al-Assal,. Ils arrivent alors à cinq kilomètres d'Alep et à la lisière de la ville de Saraqeb. L'autoroute M5, reliant Damas à Alep, est également coupée,. À la fin de la journée, les rebelles contrôlent une quarantaine de villages et incitent les soldats syriens à faire défection. Plus de 200 personnes sont tuées lors des affrontements en l’espace de 48 heures. Parallèlement, dans la ville d'Alep, des combattants d’élite de HTC réussissent à pénétrer dans la salle centrale des opérations et à tuer tous les commandants et officiers,  ainsi qu’à détruire les tours de communication.
Le 29 novembre, les forces djihadistes et rebelles entrent dans la ville d'Alep par l'ouest et le sud-ouest. Les forces du régime n'opposent qu'une faible résistance et cinq quartiers tombent en quelques heures aux mains des assaillants. Les rebelles s'emparent également de la ville de Saraqeb et de plusieurs autres localités, dont Al-Mansoura, Jab Kas et Al-Bawabiya, contrôlant ainsi une cinquantaine de village depuis le début de l'offensive. De son côté, l'aviation russe intensifie ses frappes, tandis que l'armée syrienne envoie de nombreux renforts à Alep, avec notamment des éléments de la 25e division des forces spéciales (ex-Forces du Tigre), de la 4e division blindée et de la milice palestinienne du Liwa al-Quds.
Au cours de la nuit du 29 au 30 novembre, les défenses du régime s'effondrent totalement. Les rebelles atteignent la citadelle et la grande Mosquée d'Alep et prennent le contrôle de la moitié de la ville,. Au matin du 30 novembre, la majeure partie de la ville est en leurs mains, avec notamment la prise de nombreux bâtiments gouvernementaux, dont le gouvernorat, le siège de la police et des prisons,. À la prison de la sécurité militaire, ils libèrent une centaine de détenus. Selon l'OSDH, un bombardement russe à l'intérieur de la ville cause la mort d'au moins 16 civils.
Le 29 novembre, en réaction à l'avancée des rebelles, les Forces démocratiques syriennes (FDS) se remobilisent dans les quartiers kurdes de Cheikh Maqsoud et d'Achrafieh, dans le nord de la ville d'Alep. Le lendemain, elles investissent différentes positions abandonnées par le régime, notamment la zone industrielle de Cheikh Najjar, la centrale thermique (ar) de Sfireh et Dayr Hafir. Elles entrent également dans les villes chiites de Nubl et Zahraa et à l'aéroport international d'Alep, mais les abandonnent peu après aux rebelles,.
À la fin de la journée du 30 novembre, la ville d'Alep est abandonnée par les troupes du régime et son contrôle se retrouve partagé entre les rebelles et les Forces démocratiques syriennes, qui engagent des pourparlers,,.
Le 1er décembre, HTC investit l'école d'artillerie de campagne et de l'académie militaire, à la périphérie sud d'Alep.

### Offensive de l'Armée nationale syrienne dans le gouvernorat d'Alep
Le 30 novembre, l'Armée nationale syrienne lance sa propre offensive (en) depuis la ville d'al-Bab, à l'est d'Alep. En quelques heures, elle parvient à occuper l'aéroport militaire de Kuweires et couper l'autoroute M4, qui traverse la Syrie d'ouest en est. Le 1er décembre, elle continue sa progression en direction des zones cédées par le régime aux Forces démocratiques syriennes comme Sfireh et sa centrale thermique (ar). Elle prend également la ville de Khanasser et ouvre un nouveau front contre les FDS à Tall Rifaat, qui tombe au bout de quelques heures,,,,. La base aérienne de Menagh et la ville de Kafr Naya sont également prises dans ce cadre. Le canton de Shehba (en) (dernier reliquat de la région d'Afrin (en) de l'Administration autonome du Nord et de l'Est de la Syrie) est liquidé à cette occasion, rejetant 150 000 à 200 000 déplacés kurdes sur les routes de l'exil. Le commandant en chef des FDS, Mazloum Abdi, indique être en relation « avec tous les acteurs en Syrie » pour permettre leur évacuation vers des zones toujours contrôlées par les FDS dans le nord-est du pays,,,. Le 6 décembre, il annonce que, avec l'aide de la coalition, leur évacuation est terminée.
Le 8 décembre, les forces de l'Armée nationale syrienne entrent dans la ville de Manbij, où elles affrontent les Forces démocratiques syriennes,. La ville est prise par l'ANS le 11 décembre et une trêve est conclue le même jour avec la médiation des États-Unis,.

### Offensive sur Hama

Carte de l'avancée des rebelles au lendemain de la prise d'Alep.

Au cours de la journée du 30 novembre, les rebelles poursuivent leur avancée fulgurante dans les régions au sud d'Alep, avec notamment la reprise des villes d'Abou Douhour, Maarat al-Nouman, Kafranbel, Morek, Kafr Zita, Latamné, Souran et Taybat al-Imam,. Dans la soirée, ils font leur entrée à Hama, mais échouent à prendre la ville,. L'armée syrienne les repousse une quinzaine de kilomètres plus au nord, reprenant au passage Souran et Taybat al-Imam.
Les zones restées sous contrôle des rebelles sont quant à elles bombardées par l'aviation russe. Le 1er décembre, une frappe russe sur un camp de déplacés à Idleb tue 4 civils et en blesse une cinquantaine. Le 2 décembre, un bombardement de l'aviation syrienne sur le camp de déplacés de Wadi Khaled, près de Harbanush (en), tue 7 civils (5 enfants et 2 femmes) et en blesse une douzaine. Le même jour, un autre bombardement du régime tue 5 civils et en blesse une trentaine (dont 11 enfants et 9 femmes) à Idleb.
Le 2 décembre, le commandement des opérations militaires relance son offensive sur Hama et parvient à reprendre Souran et Taybat al-Imam dans la nuit,.
Le 3 décembre, Hayat Tahrir al-Cham coupe les routes reliant Hama à Al-Suqaylabiyya et Salamyeh et parvient à progresser jusqu'aux abords de la ville de Hama,. Les forces du régime lancent une contre-attaque pendant la nuit et parviennent à repousser les rebelles. Ces derniers reprennent cependant leur progression au cours de la journée du 4 décembre et commencent à envelopper Hama sur les ailes ouest et est. Selon l'OSDH, des « combats féroces » ont alors lieu trois à quatre kilomètres de la ville.
Le 5 décembre, après plusieurs tentatives du régime de repousser les assauts rebelles, Hama tombe finalement,. Le chef de Hayat Tahrir al-Cham, Abou Mohammed al-Joulani, annonce la prise de la ville et « demande à Dieu tout-puissant que ce soit une conquête sans vengeance, mais une conquête pleine de miséricorde et de fraternité, Dieu en soit loué ». Le porte-parole du commandement des opérations militaires, Hassan Abdel Ghani, annonce quant à lui la libération « des centaines de prisonniers injustement détenus » à la prison centrale de Hama et la destruction de « la 25e division, affiliée au criminel Souheil al-Hassan, qui soumettait les Syriens à diverses formes de torture »,.
Quelques heures après Hama, Salamyeh est prise sans combat,. La veille, Hassan Abdel Ghani avait promis l'aman aux habitants de la ville, qui abrite une importante communauté ismaélienne. La ville chrétienne de Mhardeh est prise le même jour dans des conditions similaires,,.

### Offensive sur Homs

Carte de l'avancée des rebelles vers Homs.

Le 30 novembre 2024, les habitants de Talbissé, dans la province de Homs, se révoltent et s'emparent de plusieurs points stratégiques de la ville en attendant l'arrivée des rebelles,. Le 4 décembre, ils ciblent un convoi du régime se retirant de la ville de Hama en direction de Homs, endommageant plusieurs véhicules et blessant plusieurs soldats.
Après la prise de Hama, le 5 décembre, le commandement des opérations militaires fixe la prise de Homs comme nouvel objectif. Des dizaines de milliers d'habitants, pour la plupart alaouites, quittent alors préventivement la ville en direction de la côte (ar),. La progression des rebelles en direction de Homs est très rapide. Dès le soir du 5 décembre, ils sont aux portes de Rastane, à mi-chemin entre Homs et Hama. Afin de les empêcher de traverser l'Oronte, l'aviation russe bombarde le barrage (en) et le pont autoroutier de Rastane,,. Les rebelles arrivent cependant à les emprunter, ce qui leur permet de prendre Rastane, Talbissé et Ter Maaleh le 6 décembre,,. Ils se retrouvent ainsi à la lisière de Homs. Le 7 décembre, ils commencent à entrer dans la ville, qui est prise dans la nuit. Le 8 décembre, à 1 h 13 (UTC+3), le porte-parole du commandement des opérations militaires, Hassan Abdel Ghani, annonce « la libération complète de la ville de Homs ». La ville de Qousseir, située entre Homs et la frontière libanaise, est prise dans la foulée.

### Offensive sur Palmyre
Le 6 décembre, les forces de l'Armée des commandos de la révolution présentes dans la région d'Al-Tanf lancent une offensive en direction de la ville moderne de Palmyre et s'emparent de la région d'Al-Sawana après des combats avec les forces du régime,,. Selon l'OSDH, les forces progouvernementales abandonnent la ville dans la journée,. Le 7 décembre, la cité antique de Palmyre est investie par l'Armée syrienne libre.

### Offensive dans le gouvernorat de Deir ez-Zor
Le 3 décembre le Conseil militaire de Deir ez-Zor des Forces démocratiques syriennes lance une offensive pour s'emparer des dernières positions du régime sur la rive gauche de l'Euphrate. Il justifie sa décision « par crainte » que l'État islamique ne profite de la déliquescence du régime pour reprendre le contrôle de la région,. L'offensive bénéficie du soutien aérien des États-Unis. Elle est repoussée par l'armée syrienne et les miliciens chiites des Kataeb Hezbollah et du Harakat Hezbollah al-Nujaba,.
Le 6 décembre, les forces du régime syrien et les milices chiites pro-iraniennes évacuent le gouvernorat de Deir ez-Zor,. Les Forces démocratiques syriennes se mettent alors en mouvement afin d'occuper les zones abandonnées. Dans la journée, elles prennent le contrôle de la ville de Deir ez-Zor et de son aéroport, ainsi que de plusieurs autres localités, comme Mayadine et Boukamal, à la frontière avec l'Irak,,.
Le 7 décembre, plus de 2 000 soldats syriens franchissent la frontière à Al-Qaïm et se réfugient en Irak. Le même jour, les FDS ouvrent les portes de la prison centrale de Deir ez-Zor et libèrent des détenus.
Cependant, en raison de manifestations hostiles de la part de la population locale, les FDS se retirent de Deir ez-Zor et Boukamal le 10 décembre,,,. Le 11 décembre, à 0 h 58 (UTC+3), le porte-parole du commandement des opérations militaires, Hassan Abdel Ghani, déclare : « Nos forces ont pris le contrôle de toute la ville de Deir ez-Zor ».

### Retrait du régime dans le gouvernorat de Hassaké
Le 6 décembre, dans la soirée, le régime de Bachar el-Assad se retire de ses dernières positions dans le gouvernorat de Hassaké à la suite d'un accord avec les forces démocratiques syriennes (FDS),. La nouvelle est accueillie par des tirs de feux d'artifice à Hassaké. Le 7 décembre, le gouverneur de Hassaké, Louay Sayyouh, nie que le régime se soit retiré de Hassaké : « La ville est calme, et les organismes gouvernementaux s'efforcent de maintenir les services à la population inchangés ». Le lendemain, il se rend au poste-frontière de Yaaroubiyé (ar) pour se réfugier en Irak avec 5 000 de ses hommes, qui ont préalablement remis leurs armes aux FDS. D'après le député irakien Nayyef al-Shammari, il est accompagné dans sa fuite par le responsable local du Parti Baas et le responsable local de la sécurité.

### Offensive dans les gouvernorats de Deraa, Soueïda et Qouneitra
Le 30 novembre, les premiers affrontements éclatent dans le gouvernorat de Deraa. L'Armée syrienne libre reprend alors les armes et ouvre un autre front au sud de la Syrie,.
Le 6 décembre, les rebelles s'emparent du poste-frontière de Nassib avec la Jordanie, ainsi que des points de contrôle et des villes voisines. Dans la soirée, les forces de l'opposition capturent Soueïda, capitale régionale du Gouvernorat de Soueïda, à la suite du retrait des forces progouvernementales de la ville,. Le soir du 6 décembre, les forces de l'opposition prennent le contrôle de la ville de Deraa,,. Le 7 décembre, le gouvernorat de Deraa est entièrement aux mains des rebelles. Le même jour, l'armée syrienne abandonne le gouvernorat de Qouneitra, sur le plateau du Golan.

### Offensive sur Damas
Après avoir envahi Deraa et Soueïda, les rebelles de l'Armée syrienne libre passent à l'offensive le 7 décembre dans le gouvernorat de Rif Dimachq et se rapprochent de la capitale, Damas. Dans la soirée les rebelles atteignent la ville et commencent à capturer des districts.
Ils entrent sans résistance à Damas dans la nuit du 7 au 8 décembre 2024, alors que le président Bachar al-Assad a démissionné et quitté le pays peu avant,,. Les citoyens prennent d'assault le palais présidentiel et détruisent les symboles de pouvoir du régime baasiste, notamment les statues des figures du régime,. Dans la même nuit, Hayat Tahrir al-Cham confirme la chute d'Assad, tandis que le Premier ministre Mohammad Ghazi al-Jalali annonce qu'il transmettra le pouvoir aux nouveaux dirigeants.
Les poches de résistance pro-Assad sont prises le lendemain sans combat à Tartous et Lattaquié, où ont lieu des scènes de liesses.

## Pertes
Selon l'Observatoire syrien des droits de l'homme, les pertes sont, à la date du 8 décembre, d'au moins 380 morts pour les forces du régime syrien. Côté rebelle, les pertes sont d'au moins 392 morts.
Selon l'OSDH, au moins 138 civils sont tués dans des bombardements, dont 87 par les forces de la Russie et du régime syrien et 23 par les rebelles,.
L'agence Tasnim annonce également la mort du général iranien Kioumars Pourhashemi, du Corps des gardiens de la révolution islamique, présenté comme étant l'« un des hauts conseillers iraniens à Alep »,.
Selon l'OSDH, 54 soldats syriens fuyant la progression des rebelles sont également capturés puis exécutés par des djihadistes de l'État islamique dans le désert d'Al-Soukhna, à l'est du gouvernorat de Homs,. .
Par ailleurs, l'ONU estime le 6 décembre que les hostilités ont fait 280 000 déplacés.

## Analyses
Pour Nanar Hawach de l'International Crisis Group, le succès des rebelles est permis par l'affaiblissement du Hezbollah et de l'Iran en raison de la guerre avec Israël, et de la Russie en raison de la guerre avec l'Ukraine. Les rebelles ne s'attendaient pas à des succès initiaux si importants.
De même, pour le journaliste Wassim Nasr : « Les frappes israéliennes contre le Hezbollah, les gardiens de la révolution et les milices chiites en Syrie ont créé un vide militaire sur les fronts face à Idlib et à Alep, parce qu'Israël cherchait à couper les routes d'approvisionnement du Hezbollah vers le Liban et à diminuer sa force. HTS a vu une fenêtre d'opportunité s'ouvrir ».
Les milices chiites irakiennes sont également moins présentes en Syrie à cette période, beaucoup ayant regagné l'Irak en raison des bombardements israéliens.
Pour Charles Lister écrivant pour Foreign Policy, la Syrie d'Assad s'est appauvrie et est devenue un narco-État dont une partie de l'armée gère le trafic du captagon. Cela nuit à la cohésion de l'armée arabe syrienne. Au contraire, le groupe Hayat Tahrir al-Cham s'est renforcé et fait un usage important des drones, a produit localement des missiles, a mis en place des forces spéciales et des forces équipées de vision nocturne combattant la nuit. Ceci combiné à l'affaiblissement de la Russie, de l'Iran et du Hezbollah explique la rapide victoire des rebelles.
Selon le chercheur Muhsen al-Mustafa, Alep était leur cible principale, mais ces derniers n'avaient pas de plan opérationnel détaillé allant au-delà. Damas était un objectif de plus long terme pour la rébellion qui prévoyait une succession d'attaques organisée sur une période allant jusqu'à un an et demi.

## Réactions

### Réactions en Syrie
En visite à Moscou le 28 novembre, Bachar el-Assad regagne Damas le 30, alors que des rumeurs font état d'une tentative de coup d'État dans la capitale. Il passe alors de nombreux appels aux gouvernements du Moyen-Orient qui ont normalisé leurs relations avec lui et déclare que « la Syrie continue de défendre sa stabilité et son intégrité territoriale face à tous les terroristes et leurs soutiens ».
Le 29 novembre, le Gouvernement de salut syrien, l'administration civile de Hayat Tahrir al-Cham, adresse un « message aux habitants » d'Alep dans lequel il déclare : « Nous aspirons à construire une nouvelle Syrie qui accueille tout son peuple, un Etat qui respecte les droits de chacun et garantit la justice et la dignité dans toutes ses composantes ». Il se montre également ouvert à discuter avec Moscou : « Nous appelons la Russie à lier ses intérêts en Syrie non pas au régime ou à la personnalité d’Assad, mais au peuple syrien ».
Le 6 décembre, le commandant en chef de Forces démocratiques syriennes, Mazloum Abdi, se déclare ouvert à des pourparlers avec les rebelles islamistes : « Nous voulons une désescalade avec Hayat Tahrir al-Cham et d'autres parties et que nos problèmes soient résolus par le dialogue ». Le coprésident du PYD, Salih Muslim, tient des propos similaires.

### Réactions internationales
- Russie : le 29 novembre, la Russie demande au régime de Bachar el-Assad de « mettre de l'ordre au plus vite » à Alep[29]. Après la chute du régime, le ministère russe des Affaires étrangères affirme que le président syrien a « décidé de démissionner de son poste » à la suite de « négociations avec un certain nombre de participants au conflit armé »[159]. Il déclare également que « les bases militaires russes sur le territoire syrien sont en état d'alerte. Aucune menace sérieuse ne pèse actuellement sur leur sécurité »[159].
- Turquie : le pays appelle au 29 novembre également à mettre fin aux attaques : « Nous avons demandé qu’il soit mis fin aux attaques. Les affrontements récents ont généré une escalade indésirable des tensions dans la région frontalière »[160].
- Liban : le 30 novembre, le Liban apporte son soutien au régime de Bachar el-Assad, en qualifiant les groupes rebelles de « takfiris »[161].
- Égypte,  Émirats arabes unis : le même jour, le ministre égyptien des affaires étrangères, Badr Abdelatty (en), et le président des Émirats arabes unis, Mohammed ben Zayed, apportent également leur soutien à Assad[162],[163].
- Jordanie : le pays offre également son soutien à Assad le 1er décembre, le roi Abdallah II déclarant que « la Jordanie se tenait aux côtés » de la Syrie et qu'elle soutenait « son intégrité territoriale, sa souveraineté et sa stabilité »[164].
- Qatar : le 3 décembre, le Qatar, qui avait refusé de normaliser ses relations avec Damas malgré le rapprochement d'autres pays de la région avec la Syrie au cours des dernières années, se déclare quant à lui hostile à une « solution miliaire » et réclame une « solution politique »[165]. Le 8 décembre, le ministère qatari des Affaires étrangères souligne « la nécessité de préserver les institutions nationales et l'unité de l'Etat pour l'empêcher de sombrer dans le chaos »[159].
- Iran : le porte-parole du ministère des Affaires étrangères iranien, Esmaïl Baghaï (fa), condamne quant à lui l'entrée « de certains éléments terroristes armés » dans le consulat iranien à Alep et assure que l'Iran s'engage à y répondre[166],[167]. Après la chute du régime d'Assad, l'Iran déclare souhaiter la poursuite de bonnes relations avec la Syrie : « Les relations entre l'Iran et la Syrie ont une longue histoire et ont toujours été amicales »[159].
- Irak : le 30 novembre, le lieutenant général Qais al-Muhammadawi, adjoint au commandement des opérations conjointes de l'Irak (ar), annonce la fermeture de la frontière avec la Syrie[168]. Le ministre irakien de la Défense, Thabet al-Abbassi (ar), le chef d'état-major adjoint pour les opérations, Qassim Jassim Nazal al-Maliki, et le commandant des forces terrestres, Qassem al-Mohammedi (ar), se rendent à Sinjar, siège du commandement des opérations de Ninive-Ouest, pour superviser la sécurisation de la frontière[169]. Dans la soirée, le Premier ministre irakien, Mohammed Chia al-Soudani, s'entretient au téléphone avec Bachar el-Assad au sujet des évènements. Lors de l'appel, il souligne « que la sécurité et la stabilité de la Syrie sont liées à la sécurité nationale de l'Irak et affectent la sécurité régionale en général »[168]. Le Premier ministre irakien, Mohammed Chia al-Soudani, interdit cependant aux milices des Hachd al-Chaabi de se rendre en Syrie[113].
- Israël : Israël salue la chute d'un « maillon central » de « l'axe du mal » dirigé par l'Iran[159].
- États-Unis,  France,  Royaume-Uni : le 1er décembre, les trois pays appellent, dans un communiqué commun « toutes les parties à la désescalade »[43]. Washington déclare également que « le refus persistant du régime d'Assad de s'engager dans le processus politique et sa dépendance à la Russie et à l'Iran ont créé les conditions pour les événements en cours »[170]. Londres déclare pour sa part que « le régime d'Assad a créé les conditions de l'escalade actuelle du fait de son refus constant de s'engager dans un processus politique et de sa dépendance à l'égard de la Russie et de l'Iran »[171]. Le 8 décembre, la France salue la chute du régime Assad[159]. Le président français Emmanuel Macron déclare : « L'Etat de barbarie est tombé. Enfin » et rend « hommage au peuple syrien, à son courage, à sa patience »[159].
- Union européenne : Kaja Kallas, Haute représentante de l'Union pour les affaires étrangères et la politique de sécurité, déclare : « La fin de la dictature d'Assad est un développement positif et attendu depuis longtemps. Cela montre également la faiblesse des soutiens d'Assad, la Russie et l'Iran »[159].
- Ukraine Le ministre ukrainien des Affaires étrangères Andriy Sybiha déclare : « Assad est tombé. Il en a toujours été ainsi et il en sera toujours ainsi pour les dictateurs qui misent sur Poutine. Il trahit toujours ceux qui comptent sur lui »[159].
- Chine : le 2 décembre, la Chine déclare quant à elle soutenir le régime syrien dans « ses efforts pour maintenir la sécurité nationale et la stabilité »[43]. Après sa chute, le ministère chinois des Affaires étrangères dit espérer que la Syrie « retrouvera la stabilité dès que possible »[159].
- ONU : l'émissaire des Nations unies en Syrie, Geir Pedersen, déclare le 8 décembre : « Aujourd'hui, nous regardons vers l'avenir avec des espoirs prudents d'ouverture, (…) de paix, de réconciliation, de dignité, et d'inclusion pour tous les Syriens »[159].

Le 7 décembre, Donald Trump déclare que les États-Unis ne devaient pas se mêler de la situation en Syrie : « La Syrie est un bordel, mais elle n'est pas notre amie, et les États-Unis ne devraient pas avoir affaire avec cela. Ce n'est pas notre combat. Laissons (la situation) se développer. Ne nous en mêlons pas ! ».
Le 8 décembre, les médias russes annoncent que la Russie donne asile à Bachar al-Assad et sa famille, qui se trouve à Moscou. Le 9 décembre, ils ajoutent que les diplomates russes sont en contact avec les nouvelles autorités syriennes.

### Note
1. ↑  Homs tombe entièrement aux mains de l'opposition aux alentours de minuit, dans la nuit du 7 au 8 décembre, ce qui explique pourquoi certains journaux donne le 7 décembre 2024 comme date de prise de la ville[14],[15].

### Vidéographie
- [vidéo] Syrie : après cinq ans de fronts gelés, des jihadistes lancent une offensive dans la région d'Alep, France 24, 28 novembre 2024.
- [vidéo] Drapeau de la Syrie brûlé, buste de Bachar al-Assad piétiné...Les djihadistes et les rebelles célèbrent leur avancée à Alep, Le Figaro, 30 novembre 2024.
- [vidéo] Syrie : Ce que l'on sait de l'offensive rebelle à Alep, France 24, 30 novembre 2024.
- [vidéo] Syrie : après la prise d'Alep et de Hama, quels défis pour Hayat Tahrir al-Cham ?, France 24, 5 décembre 2024.
- [vidéo] Syrie : quel rôle joué par les jihadistes étrangers dans les combats ?, France 24, 9 novembre 2024.
- [vidéo] En Syrie, les images de la liesse populaire après la chute du régime Al-Assad, Le Monde, 8 décembre 2024.